# Minuscolo 33
Minuscolo 33 (secondo la numerazione Gregory-Aland; δ 48 secondo la numerazione Soden), anche noto come Codex Colbertinus 2844, è un manoscritto in lingua greca antica, contenente il Nuovo Testamento (ad eccezione dell'Apocalisse di Giovanni) in scrittura minuscolo, scritto su folii di pergamena. Il manoscritto, lacunoso, è stato datato paleograficamente al IX secolo.

## Descrizione
Il codice contiene una parte dei Profeti dell'Antico Testamento, e tutti i libri del Nuovo Testamento, ad eccezione dell'Apocalissi di Giovanni, con tre lacune, in Marco (9:31-11:11; 13:11-14:60) e Luca (21:38-23:26); è composto da 143 folii di pergamena, 375 x 248 mm.
Contiene i Prolegomena, i numerali dei κεφαλαια («capitoli») a margine, i τιτλοι («titoli») sulla sommità, e l'apparato eutaliano.
La scrittura è minuscola, con una colonna per pagina e 48-52 righe per colonna. L'umidità ha distrutto parte di ogni pagina, specie la parte finale; le pagine erano così fermamente legate l'una all'altra che, specie in Atti, quando sono state separate una parte dell'inchiostro è passato da una pagina a quella opposta.
Il testo presenta errori di iotacismo.
L'ordine dei libri è: vangeli, Atti, lettere cattoliche, lettere paoline (con Ebrei prima di 1 Timoteo). Il finale della Lettera ai Romani ha alcuni versetti in ordine differente: 16:23; 16:25-27; 16:24 (come nei codici P 104 256 263 365 436 459 1319 1573 1852 arm).

## Caratteristiche testuali
Matteo 21:44 è omesso, come nei manoscritti {\displaystyle {\mathfrak {p}}}104, Codex Bezae, alcuni manoscritti della Vetus Latina (b, d, e, ff1, ff2, r1), syrs, e Diatessaron. Questo versetto potrebbe appartenere alle Non-interpolazioni occidentali.
Non contiene Matteo 16,2b-3.
Matteo 8:13 presenta un testo addizionale: «και υποστρεψας ο εκατονταρχος εις τον οικον αυτου εν αυτη τη ωρα ευρεν τον παιδα υγιαινοντα» («e quando il centurione tornò a casa in quell'ora, trovò lo schiavo in salute»), come nei codici א, C, (N), Θ, (0250), f1, (1241), g1, syrh.
In Matteo 16:12 ha la variante testuale «της ζυμης των Φαρισαιων» («il lievito dei farisei»); questa variante non è sostenuta da alcun altro manoscritto.
In Matteo 27:9, nella frase «επληρωθη το ρηθεν δια Ιερεμιου του προφητου» («si adempì quello che era stato detto dal profeta Geremia»), la parola «Ιερεμιου» («Geremia») è omessa, come nei manoscritti Codex Beratinus, nei Vetus latina Codex Vercellensis (a), e Codex Veronensis (b), in syrs, syrp, e copbo.
In Luca 4:17 ha la variante testuale «καὶ ἀνοίξας τὸ βιβλίον» («e aprì il libro») insieme ai manoscritti A, B, L, W, Ξ, 892, 1195, 1241, ℓ 547, syrs, h, pal, copsa, bo, contro la variante «καὶ ἀναπτύξας τὸ βιβλίον» («e srotolò il libro») sostenuto da א, Dc, K, Δ, Θ, Π, Ψ, f1, f13, 28, 565, 700, 1009, 1010 e molti altri manoscritti.
In Atti 20:28 si legge «του κυριου» («del Signore») in accordo ai manoscritti {\displaystyle {\mathfrak {p}}}74, C*, D, E, Ψ, 36, 453, 945, 1739, 1891. Le altre lezioni di questo versetto sono: «του Θεου» («di Dio») e «του κυριου και του Θεου» («del Signore e Dio»).
In Atti 28:29, l'intero versetto è omesso, in accordo con {\displaystyle {\mathfrak {p}}}74, Codex Sinaiticus, Alexandrinus, Vaticanus, Codex Laudianus, Codex Athous Lavrensis, Codex Vaticanus 2061, 81, 1175, 1739, 2464;
In 1 Corinti 3:4 si legge «ουκ ανθρωποι» in accordo con {\displaystyle {\mathfrak {p}}}46, Sinaiticus, Alexandrinus, Vaticanus, Ephraemi, Codex Vaticanus 2061, 81, 1175, 1506, 1739, 1881; Sinaiticus2, Ψ, e i manoscritti bizantini leggono «ουχι σαρκικοι»; D, F, G, 629 leggono «ουχι ανθρωποι».
Il testo greco dei vangeli è un rappresentante eccellente del tipo testuale alessandrino, ma vi sono alcune lezioni bizantine, in particolare negli Atti degli Apostoli e nelle lettere paoline, Kurt Aland lo collocò nella categoria II, per quanto riguarda i vangeli, e nella categoria I, per quanto riguarda i restanti libri del Nuovo Testamento. Secondo il metodo di Claremont, si tratta di un membro debole del tipo alessandrino.

## Storia
Fu definito «la regina dei minuscoli» da Johann Gottfried Eichhorn (1752-1827), ma oggi è una regina con molte rivali. Il manoscritto fu esaminato da diversi studiosi: Johann Jakob Griesbach, che ne collazionò il testo in Matteo 1-18, Andrew Birch e altri. La collazione completa del testo fu portata a termine da Samuel Prideaux Tregelles nel 1850. Tregelles affermò che, di tutti i manoscritti da lui collazionati, con l'eccezione dei palinsesti, si trattò del manoscritto più difficile da leggere.
Fu esaminato e descritto da Paulin Martin. Gregory vide il manoscritto due volte, nel 1884 e nel 1885.
Il codice è oggi collocato alla Biblioteca nazionale di Francia (Cod. Gr. 14) a Parigi.